# Берч-Рівер (Західна Вірджинія)
Берч-Рівер (англ. Birch River) — переписна місцевість (CDP) в США, в окрузі Ніколас штату Західна Вірджинія. Населення — 86 осіб (2020).

## Географія
Берч-Рівер розташований за координатами 38°29′44″ пн. ш. 80°45′9″ зх. д. / 38.49556° пн. ш. 80.75250° зх. д. (38.495441, -80.752637).  За даними Бюро перепису населення США в 2010 році переписна місцевість мала площу 0,99 км², з яких 0,95 км² — суходіл та 0,03 км² — водойми.

## Демографія
Згідно з переписом 2010 року, у переписній місцевості мешкало 107 осіб у 43 домогосподарствах у складі 29 родин. Густота населення становила 108 осіб/км².  Було 53 помешкання (54/км²).
Расовий склад населення:
| - 99,1 % — білих - 0,9 % — корінних американців |

До двох чи більше рас належало 0,0 %. Частка іспаномовних становила 0,0 % від усіх жителів.
За віковим діапазоном населення розподілялося таким чином: 17,8 % — особи молодші 18 років, 68,2 % — особи у віці 18—64 років, 14,0 % — особи у віці 65 років та старші. Медіана віку мешканця становила 43,9 року. На 100 осіб жіночої статі у переписній місцевості припадало 114,0 чоловіків;  на 100 жінок у віці від 18 років та старших — 100,0 чоловіків також старших 18 років.
Цивільне працевлаштоване населення становило 0 осіб. 